# Phaeosolenia ravenelii
Phaeosolenia ravenelii är en svampart som först beskrevs av Berk. & M.A. Curtis, och fick sitt nu gällande namn av W.B. Cooke 1961. Phaeosolenia ravenelii ingår i släktet Phaeosolenia och familjen Inocybaceae.   Inga underarter finns listade i Catalogue of Life.